# Гента Ісмайлі
Гентіана «Гента» Ісмайлі (алб. Gentiana «Genta» Ismajli; (4 грудня 1984 , Г’їлані, САК Косово )) — косовсько-албанська співачка, авторка пісень і актриса.

## Кар'єра
Гентіана Ісмайлі народилася в Г'їлані в албанській родині, яка переїхала туди незадовго до її появи на світ. Через кілька місяців після її народження батьки вирішили переїхати до Чикаго (штат Іллінойс, США), де Гентіана і виросла.
У віці 19 років вона повернулася на свою батьківщину в Косово і випустила там сингл «Dridhem». Ця пісня стала хітом, який дав успішний старт музичної кар'єри Ісмайлі. Пізніше вона переїхала на постійне проживання в Косово і брала участь у декількох музичних конкурсах, як в Албанії, так і в Косово. Вона перемогла на «Kënga Magjike» в 2005 році з піснею «S'est dua tjetër», написаної Адріаном Кволою, албанською композитором, отримавши 292 бали. Ісмайлі продовжувала свою музичну кар'єру в Албанії та Косово ще протягом трьох років. У неї був там великий успіх, потім вона повернулася до США, щоб провести деякий час зі своїми батьками, а потім знову вирушила в Албанію з новими проектами в голові.
Гента Ісмайлі виконує переважно комерційні поп-пісні, схожі на інші балканські поп-пісні. Позбавлені цнотливості її сценічні рухи з відповідним одягом є частиною її образу. Ісмайлі відома своїми енергійними танцювальними виступами, а також запам'ятовуються поп і хіп-хоп ритмами. Вона брала участь у першому випуску албанської версії програми «Танці з зірками», де зайняла друге місце в загальному заліку.
Вона також почала співати англійською мовою, записуючи пісні, які були випущені в її альбомі 2008 року, її першому повністю англійською альбомі. Багато з цих пісень просочилися в інтернет ще до виходу альбому. Більшість пісень на альбомі були написані американським композитором Карою ДіоГуарді. У своїх інтерв'ю Ісмайлі говорила, що хоче стати відомою співачкою, що в США працює з відомими композиторами та авторами пісень.
У 2011 році Гента Ісмайлі випустила наполовину англійською, наполовину албанською мовами альбом під назвою «Guximi». Її англійські пісні включали в себе: «One Shot», «Accident», «Something To Remember Me By», «Idolize Me», «Drunk», «Choose», а також її дебютний англомовний сингл «Planet Me», написаний і спродюсований Карою ДіоГуарді.

## Дискографія

### Альбоми
- Mos më Shiko (2004)
- Më e Fortë Jam Unë (2005)
- Posesiv (2006)
- Zero Zero (2008)
- Guximi (2011)
- Guximi (Bonus Tracks Version) (2011)

### Збірники
- Dekada (2014)

## Нагороди та номінації
Kenga Magjike
| Рік  | Номіновано       | Нагорода             | Результат |
| ---- | ---------------- | -------------------- | --------- |
| 2005 | «Nuk Dua Tjeter» | Перший приз          | Перемога  |
| 2005 | «Nuk Dua Tjeter» | Інтернет-приз        | Перемога  |
| 2014 | «Maje»           | Найкращий виконавець | Перемога  |

Kult Awards
| Рік  | Номіновано  | Нагорода              | Результат |
| ---- | ----------- | --------------------- | --------- |
| 2009 | «Zero Zero» | Найкращий альбом року | Номінація |

Netet e Klipit Shqiptar
| Рік  | Номіновано      | Нагорода                     | Результат |
| ---- | --------------- | ---------------------------- | --------- |
| 2006 | «Pse të dua ty» | Найкраще відео / Перший приз | Перемога  |

Poli Fest
| Рік  | Номіновано | Нагорода      | Результат |
| ---- | ---------- | ------------- | --------- |
| 2006 | «Me hare»  | Інтернет-приз | Перемога  |
| 2006 | «Me hare»  | Приз глядачів | Перемога  |
| 2006 | «Me hare»  | Другий приз   | Перемога  |

Video Fest Awards
| Рік  | Номіновано                      | Нагорода                | Результат |
| ---- | ------------------------------- | ----------------------- | --------- |
| 2005 | «Pranoje»                       | Найкраща виконавиця     | Номінація |
| 2005 | «Pranoje»                       | Найкраще поп-відео      | Номінація |
| 2006 | «Luj me mu»                     | Найкраще поп-відео      | Перемога  |
| 2006 | «Luj me mu»                     | Best Production         | Номінація |
| 2006 | «Pse te du»                     | Найкраща виконавиця     | Номінація |
| 2006 | «Pse te du»                     | Найкраща камера         | Номінація |
| 2006 | «Pse te du»                     | Найкращий директор      | Номінація |
| 2007 | «Posesiv»                       | Найкраща виконавиця     | Номінація |
| 2008 | «Sa llaqe»                      | Найкраще поп-фолк-відео | Перемога  |
| 2010 | «Si panter I zi»                | Найкращий виступ        | Номінація |
| 2012 | «Guximi (ft.Dalool)»            | Найкращий танець        | Номінація |
| 2012 | «Guximi (ft.Dalool)»            | RTV 21 PLUS Prize       | Перемога  |
| 2013 | «Ole Ole(ft.Dj Blunt & Real 1)» | Найкращий танець        | Номінація |
| 2014 | «Anuloje»                       | Найкраще поп-фолк-відео | Номінація |

Zhurma Show Awards
| Рік  | Номіновано                        | Нагорода                     | Результат |
| ---- | --------------------------------- | ---------------------------- | --------- |
| 2008 | «Një Herë Në Vit»                 | Найкраще поп- та рок-відео   | Перемога  |
| 2008 | «Një Herë Në Vit»                 | Топ-10 Vip                   | Перемога  |
| 2009 | «Si Panter I Zi»                  | Найкраще поп-відео           | Перемога  |
| 2010 | «Shkune Tune»                     | Найкраще відео / Перший приз | Перемога  |
| 2010 | «Shkune Tune»                     | Найкращий поп-виконавець     | Перемога  |
| 2011 | "«Guximi (ft.Dalool)»             | Найкращий танець             | Перемога  |
| 2011 | "«Guximi (ft.Dalool)»             | Найкращий альбом             | Номінація |
| 2011 | "«Guximi (ft.Dalool)»             | Найкраща пісня               | Номінація |
| 2012 | «Ole Ole (ft. DJ Blunt & Real 1)» | Найкраще відео / Перший приз | Номінація |
| 2012 | «Ole Ole (ft. DJ Blunt & Real 1)» | Найкраща пісня               | Номінація |
| 2013 | «Si ty nuk ka»                    | Найкращий поп-виконавець     | Номінація |
| 2013 | «Si ty nuk ka»                    | Найкраще відео / Перший приз | Номінація |
| 2014 | «Anuloje»                         | Найкраща виконавиця          | Номінація |
| 2014 | «Anuloje»                         | Найкращий поп-виконавець     | Номінація |
| 2016 | «Shake it (ft.Etnon)»             | Найкраща коллаборація        | Перемога  |
| 2016 | «Shake it (ft.Etnon)»             | Найкраща пісня               | Номінація |